# Biocity Münster

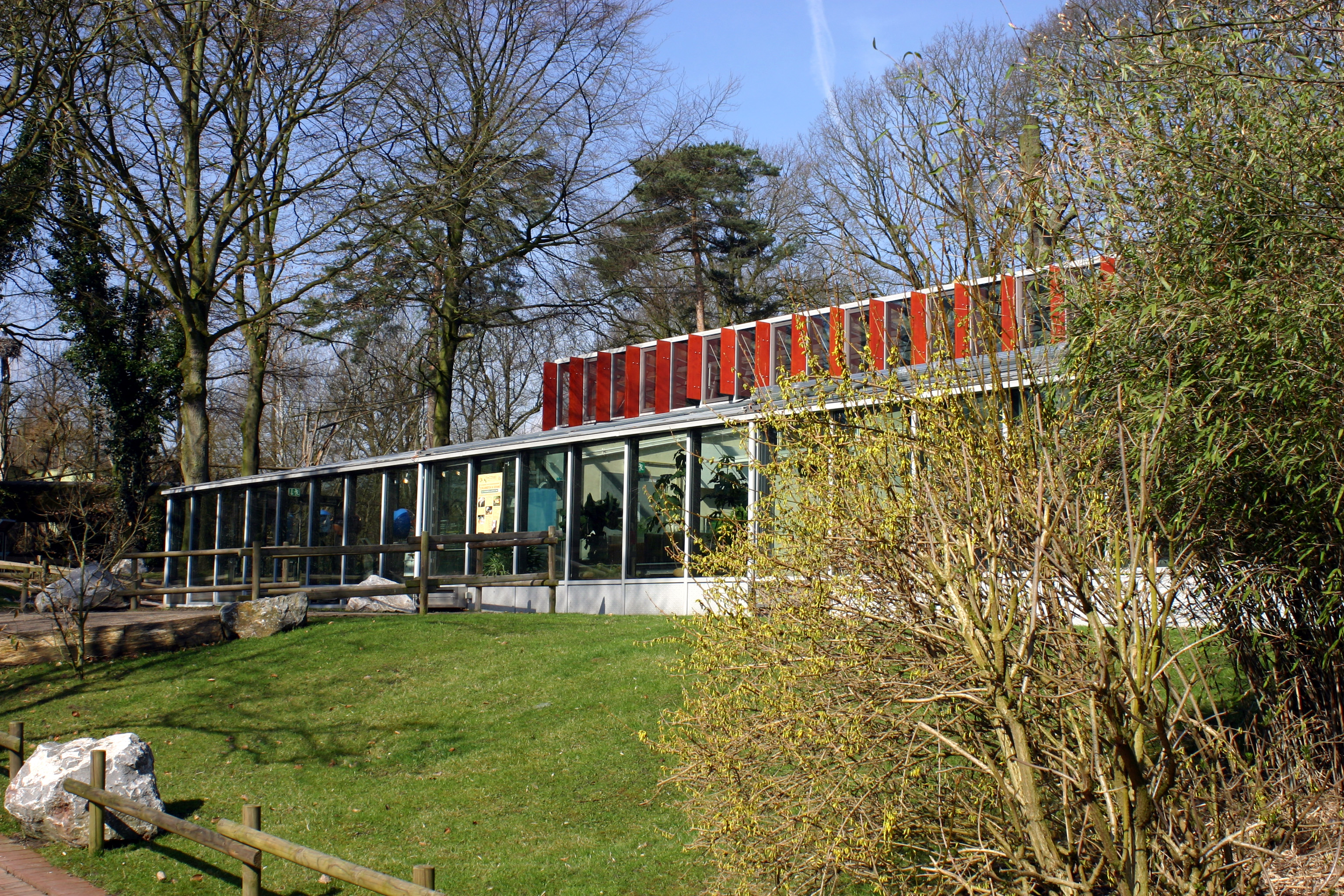
BioCity im Allwetterzoo

Die Biocity Münster war ein Artenschutzzentrum im Allwetterzoo im westfälischen Münster. Seit der Eröffnung am 5. Juli 2005 direkt im Eingangsbereich des Zoos gelegen, kombinierte es ein Schutzzentrum für Schildkröten, eine Forscherwerkstatt für Schüler, sowie eine Ausstellung zur Biodiversität. Träger der Biocity war die Westfälische Gesellschaft für Artenschutz e.V.

## Schutzzentrum

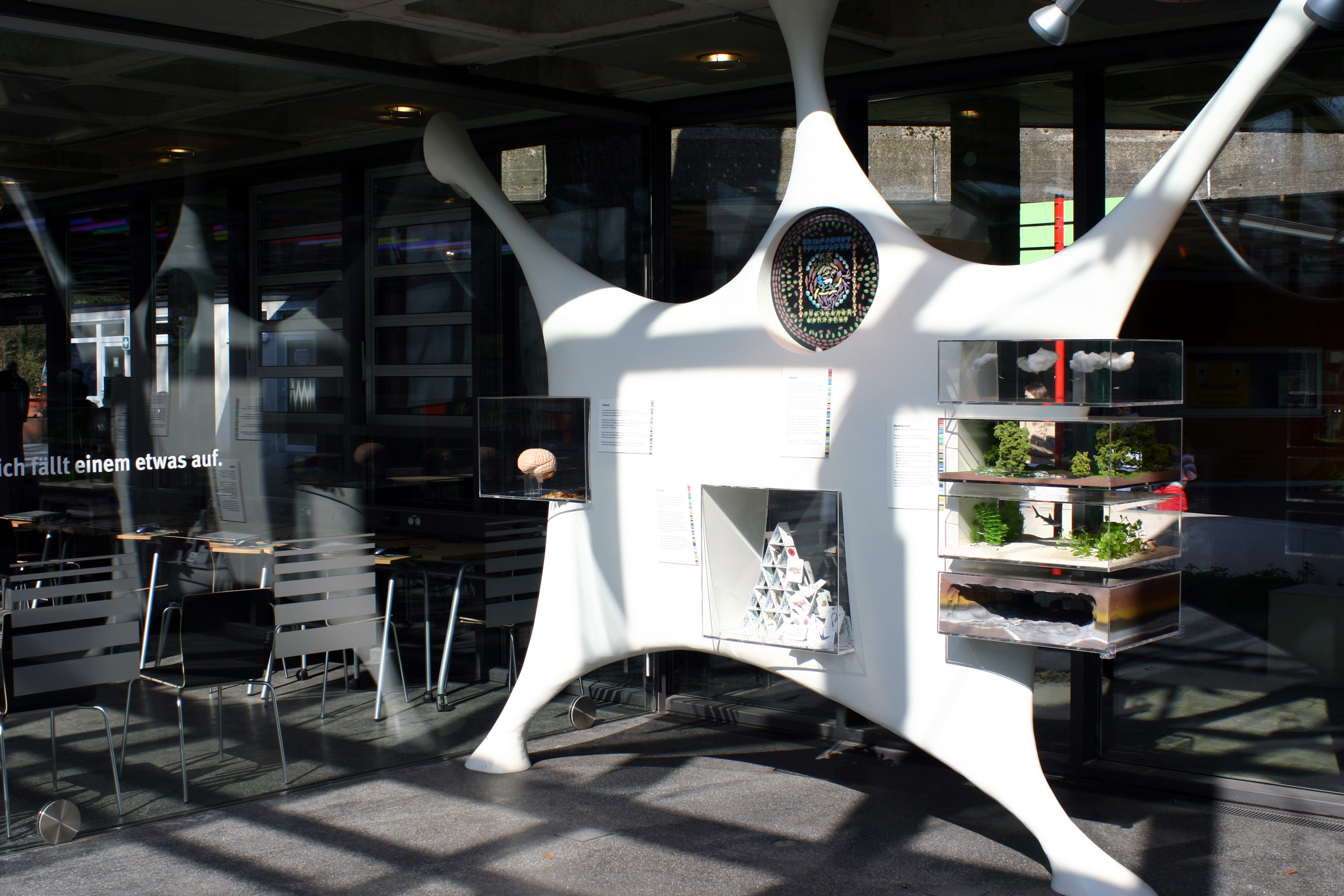
Ausstellung in der BioCity

In den ehemaligen Räumlichkeiten der Biocity immer noch angesiedelt ist das Internationale Zentrum für Schildkrötenschutz (IZS). Es hat sich zur Aufgabe gemacht, hochbedrohte Schildkröten, insbesondere aus dem asiatischen Raum, vor der Ausrottung zu bewahren. Es wurde am 18. Oktober 2003 durch Kooperation mit der Zoologischen Gesellschaft für Arten- und Populationsschutz e. V. und der Deutschen Gesellschaft für Herpetologie und Terrarienkunde eingeweiht. Unterstützung erhält dieses weltweit einmalige Pilotprojekt durch zahlreiche Spenden aus dem In- und Ausland. Dabei verfolgt das IZS folgende wesentliche Ziele:
- Langfristiges Überleben der Schildkröten sichern durch eigene Zuchtstation und somit der Aufrechterhaltung einer stabilen Population
- Schutz der natürlichen Lebensräume der Tiere
- Sammlung biologischer Erkenntnisse über die gehaltenen Arten
- Öffentlichkeitsarbeit, um über die Bedrohung der Schildkröten zu informieren

## Forscherwerkstatt
Die Forschungswerkstatt war eine Einrichtung, die speziell auf Schüler ausgerichtet ist. Ziel der Forschungswerkstatt ist es, Kindern und Jugendlichen eine Möglichkeit zu bieten, sich ausgiebig mit dem Thema Artenvielfalt auseinanderzusetzen. Als Folge entstand ein modernes Wissens- und Medienzentrum. Schüler können selbständig oder in einer Gruppe Experimente durchführen, Referate und Facharbeiten dort schreiben. Bei Fragen standen ihnen Fachkräfte zur Seite. Gleichzeitig bot die Forscherwerkstatt allen Besuchern ein offenes Forum für Vorträge, Veranstaltungen und Diskussionen zum Thema Artenschutz und Artenvielfalt.

## Ausstellung

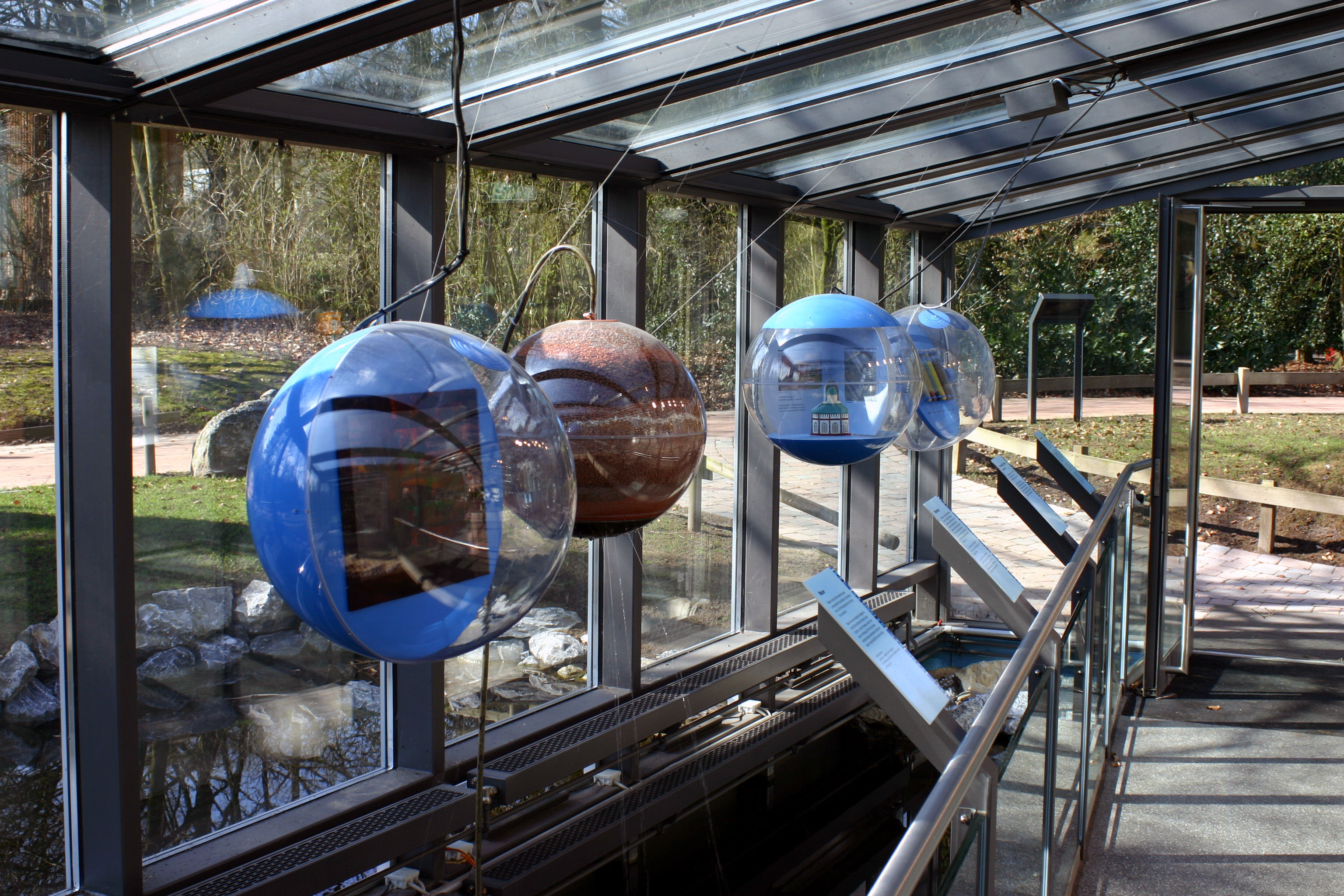
Ausstellung in der BioCity

Der dritte wichtige Teil der Biocity war die Ausstellung selbst und dem Thema der Bewahrung der Biodiversität gewidmet. Sie zeigte die Bedeutung der biologischen Vielfalt als Grundlage allen Lebens und zeigte zugleich deren akuten Bedrohungen auf. Mittels reizvollen visuellen Eindrücken sollten die Bereiche Biodiversität, Bionik, Artenschutzmaßnahmen und die Rolle des lebenswichtigen Wassers dem interessierten Besucher nahegebracht werden. Die Ausstellung ging dabei über den Raum der Biocity hinaus, indem Landschaft und Architektur des Zoos mit einbezogen werden. Zusätzlich bestand die Möglichkeit über ein Fenster den Raum mit den Schildkröten einsehen.

## Geschichte
Seit 2002 wurde der Platz der Flamingos am Zooeingang zur Bio(diver)city umgebaut. Zwischenzeitlich fand eine Ausstellung über den Regenwald im Rohbau statt. Das Büro befindet sich in einer früheren Wohnung eines Zoomitarbeiters. Hintergrund war die Stiftung mehrerer chinesischer Schildkröten des Nottulners Meier. Da der Zoo sich an mehreren Artenschutzprojekten in Südostasien beteiligt, wurde das Artenschutzzentrum für Schildkröten gebaut.

## Artenschutzcampus
Seit Oktober 2023 befindet sich in den ehemaligen Räumlichkeiten der BioCity der Artenschutzcampus des Allwetterzoos Münster. Hier werden besonders gefährdete Tierarten gezeigt, über die Zusammenhänge von Artenschutz und Zoos informiert und Hintergründe von Bedrohung sowie Artenschutzarbeiten beleuchtet. Weiterhin angegliedert blieb das erweiterte Internationale Zentrum für Schildkrötenschutz (IZS), dessen Schildkröten zum Teil durch Besucherfenster zu sehen sind. Zudem befindet sich eine Zuchtstation für den heimischen gefährdeten Feuersalamander auf dem Campus.